# Thymbra
Thymbra ist eine Pflanzengattung aus der Familie der Lippenblütler (Lamiaceae). Die vier Arten sind im Mittelmeerraum, in Anatolien und im nördlichen Irak beheimatet.

## Beschreibung
Thymbra-Arten sind aromatisch duftende Halbsträucher. Ihre ganzrandigen Laubblätter sind meist konduplikat (in Längsrichtung entlang der Mitte) gefaltet. Junge Laubblätter stehen als Kurztriebe in achselständigen Büscheln.
Die Blütenstände sind gedrängte, endständig stehende, ähren- oder köpfchenförmige Thyrsen, die aus zusammengedrängten Scheinwirteln bestehen. Sie enthalten Tragblätter, die den Laubblättern nicht ähnlich sind und eiförmig-lanzettliche oder lanzettliche Form besitzen. Gelegentlich sind sie gefärbt. Die Blüten stehen über elliptischen bis lanzettlichen Deckblättern.
Die zwittrigen Blüten sind zygomorph und fünfzählig mit doppelter Blütenhülle. Die fünf Kelchblätter sind zu einer zylindrischen Röhre verwachsen mit zwei Lippen, wobei die Oberlippe dreilappig und die Unterlippe zweilappig ist. Die Kelchröhre besitzt zwei mehr oder weniger deutlich ausgeprägte seitliche Längsrippen und 12 bis 23 Adern. Die unteren Kelchlappen sind kurz und dreieckig, die oberen lanzettlich und nach oben gebogen. Der Kelchschlund ist bärtig behaart. Die creme- bis purpurfarbene Krone ist zweilippig, die Oberlippe besteht aus einem und die Unterlippe aus drei Kronlappen. Die Kronlappen der Unterlippe sind mehr oder weniger gerundet, gerade und gebuchtet. Die Oberlippe ist mit nahezu kreisförmigen Lappen versehen. Die seitlichen Lappen sind nach unten gebogen.
Die vier Staubblätter setzen in der Mitte der Kronröhre an; sie stehen nur bei einigen Arten über die Krone hinaus. Die Staubfäden sind gebogen. Die Theken der Staubbeutel stehen gegabelt und sind zusammenwachsend. Die Lappen der Narbe sind ganz oder nahezu identisch.
Die Klausenfrucht zerfällt in vier Klausen, die mehr oder weniger glatt und eiförmig sind.

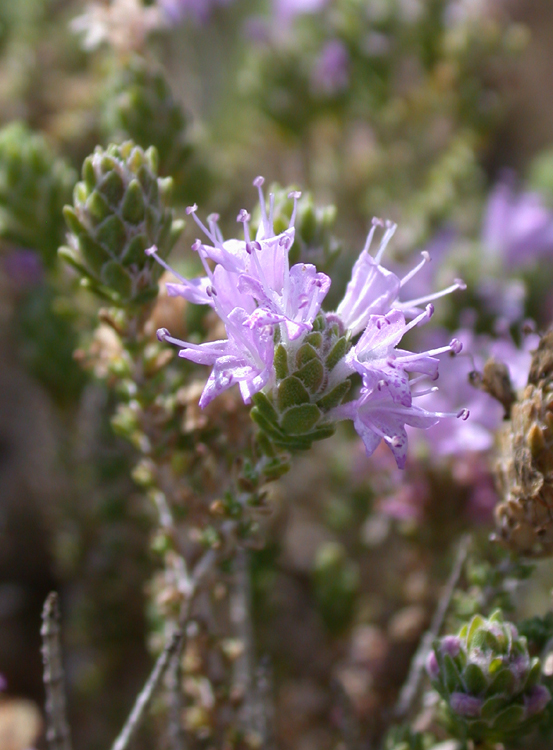
Kopfiger Thymian (Thymbra capitata)

## Systematik und Verbreitung
Die Erstveröffentlichung der Gattung Thymbra erfolgte 1753 durch Carl von Linné in Species Plantarum. Als Lectotypus wurde 1929 Thymbra spicata L. in Green: Nomenclature: Proposals by British Botanists. London, S. 164 festgelegt. Die Gattung Thymbra gehört zur Untertribus Menthinae aus der Tribus Mentheae in der Unterfamilie Nepetoideae innerhalb der Familie der Lippenblütler (Lamiaceae). Synonyme für Thymbra L. sind Abulfali Adans. und Coridothymus Rchb. f.
Die vier Thymbra-Arten kommen in der Mittelmeerregion, in Anatolien und im Norden Iraks vor.
Die Gattung Thymbra enthält nur vier Arten:
- Thymbra calostachya (Rech. f.) Rech. f.: Dieser Endemit kommt nur im östlichen Kreta[6] in der Präfektur Lassiti vor.
- Kopfiger Thymian (Thymbra capitata (L.) Cav.; Syn.: Satureja capitata L.; Thymus capitatus (L.) Hoffmanns. & Link; Coridothymus capitatus (L.) Rchb. f.): Er ist im Mittelmeerraum verbreitet.[6]
- Thymbra sintenisii Bornm. & Azn.: Das Verbreitungsgebiet reicht von der Türkei bis zum nördlichen Irak.[6] Mit zwei Unterarten.
- Thymbra spicata L.: Das Verbreitungsgebiet reicht von Griechenland bis zum westlichen Iran.[6] Mit zwei Unterarten.

Aus der Gattung Thymbra in die Gattung Thymus gestellt wurde:
- Thymbra neurophylla Rech.f. → Thymus neurophyllus (Rech.f.) R.Morales